# Чумаченко, Виктор Иванович
Ви́ктор Ива́нович Чумаче́нко (1924—1944) — сержант 610-го стрелкового полка 203-й стрелковой дивизии 12-й армии 3-го Украинского фронта, Герой Советского Союза (19 марта 1944 года, за форсирование Днепра).

## Биография
Родился в сентябре 1924 года в селе Дмитровка Донецкой области в крестьянской семье. После окончания 7 классов работал в колхозе.
На фронте с февраля 1942 года. 25 октября 1943 году при форсировании Днепра в районе города Запорожье проявил мужество и героизм. Ворвавшись одним из первых в окопы противника, в рукопашной схватке уничтожил 20 гитлеровцев, затем ещё нескольких в захваченном блиндаже. Когда был ранен командир, сержант Чумаченко принял командование на себя, и бойцы взвода отбили несколько вражеских контратак.
Погиб Виктор Иванович Чумаченко 27 декабря 1944 года в одном из боёв. Похоронен в Запорожье.

## Награды
- Герой Советского Союза;
- орден Ленина;
- орден Красного Знамени.